# Диц, Фридрих Кристиан
Кристиан Фридрих Диц (1794—1876) — немецкий филолог, основатель романской филологии; объединил романистов историческим методом.

## Биография
Изучал классические языки преимущественно под руководством профессора Велькера, который, только что вернувшись из Италии, внушил своему ученику восторженную любовь к этой стране. В 1818 г. он посетил Гёте, и тот, находясь в это время под влиянием Ренуара, убедил Дица обратить особое внимание на провансальский язык и поэзию. Позже Диц занял кафедру романских наречий в Бонне.

## Вклад в науку
Выступая на научное поприще, Диц нашел немало ценных трудов по отдельным романским языкам, но ничего общего и цельного; он решился объединить романистов, подобно тому, как Я. Гримм объединил германистов; как и Гримм, он пустил в ход исторический метод, но действовал с большей осторожностью. Дело его удалось вполне, и его грамматика и словарь, несмотря на массу позднейших трудов, несмотря на то, что уже в начале 60-х гг. скромный Диц просил исправлений у своих французских переводчиков, остаются настольными книгами у всякого специалиста.
Огромное влияние имел Диц и как профессор; хотя его университетские курсы, ориентируясь на потребности и степени подготовки большинства, носили большей частью практический, не строго научный характер, но он с величайшей охотой руководил работами немцев и иностранцев, желавших серьезно заняться романскими языками, исправлял их первые опыты. Уже в 60-х годах кафедры романских наречий во всех немецких университетах и многих иностранных были заняты его непосредственными или посредственными учениками. В конце XIX века повсеместно действовали уже его научные внуки и правнуки.

## Издания
- «Grammatik der romanischen Sprachen» (Бонн, 1836—1838; 5-е издание 1889)
- «Etymologisches Wörterbuch der romanischen Sprachen» (Бонн, 1853; 5-е издание 1887—1889).

Также труды по провансальской поэзии, старо-испанской и португальской литературе:
- «Altspanische Romanzen» (Берлин, 1821)
- «Die Poesie der Troubadours» (1826)
- «Leben und Werke der Troubadours» (Лпц., 1829; 2 изд. 1882)
- «Über die erste portugiesische Kunst- und Hofpoesie» (Бонн, 1863)